# جناح چپ جمهوری اسلامی ایران
جناح چپ جمهوری اسلامی ایران یکی از جناح‌های اصلی فعال پس از انقلاب ۱۳۵۷ ایران بود که در دوران نخست‌وزیری میرحسین موسوی دولت را در دست داشت  به دنبال اجرای سیاست‌های چپگرایانه و منطبق با نوعی از سوسیالیسم اسلامی بود. اما بعد از دهه ۶۰ و آغاز رهبری سیدعلی خامنه‌ای که از منتقدان جناح چپ و اقتصاد دولتی دهه شصت بود، جناح چپ جمهوری اسلامی در فضای سیاسی ایران به حاشیه رفت. بعد‌ها عمده سران این جناح در تفکرات چپ سنتی خود تجدید نظر کردند و با اقتباس واژه «اصلاح‌طلب» سعی در متمایز نشان دادن خود از چپ سنتی جمهوری اسلامی نمودند و در انتخابات دوم خرداد ۱۳۷۶ با پیروزی محمد خاتمی به قدرت بازگشتند. اقلیت باقیمانده از جناح چپ سابق مانند میرحسین موسوی که همچنان بر تفکرات چپ اسلامی پایبند بودند تلاش داشتند در انتخابات ۱۳۸۸ این رویکرد را در این جناح  به قدرت برسانند اما با واکنش منفی برخی اصلاح‌طلبان و ابراز نگرانی آنها از احیا جریان چپ مواجه شدند. در آخرین بیانیه میرحسین موسوی در تیر ۱۴۰۴ همانند ۱۴۰۱ در میانه اعتراضات، خواستار برگزاری رفراندوم برای تأسیس مجلس مؤسسان قانون اساسی شد.

## چپ و راست در ادبیات سیاسی جهان
چپ یا چپ‌گرا در ادبیات سیاسی به مواضعی گفته می‌شود که خواهان تغییرات تدریجی یا رادیکال در جهت ایجاد برابری در توزیع ثروت و قدرت هستند. ریشهٔ این اصطلاح به انقلاب فرانسه بازمی‌گردد؛ کسانی که در سمت چپ پارلمان می‌نشستند، مخالف سلسله مراتب سنتی قدرت بودند و از اصلاحات پشتیبانی می‌کردند و در مقابل افرادی که در سمت راست پارلمان می‌نشستند از وضع موجود حمایت می‌کردند و راست یا راستگرا خطاب می‌شدند.

### ادبیات و اصطلاحات مرتبط با دو جناح در ایران
در دهه شصت و نیمه اول دهه هفتاد از اصطلاح جناح راست و جناح چپ در ادبیات سیاسی ایران استفاده می‌شد.
پس از پیروزی محمد خاتمی در انتخابات سال ۷۶، دولت پیروز خود را از جبهه دوم خرداد معرفی می‌کرد تا اینکه در سال ۱۳۷۸ با اقتباس واژه اصلاح‌طلب سعید در باز تعریف خود با فاصله گرفتن از جناح چپ سنتی نمودند تا اصطلاح جدید اصلاح طلبان و جناح اصلاحات را در مقابل واژه محافظه کاران مطرح نمایند.
در واکنش به اصلاح‌طلبان جناح مقابل، از عبارت اصولگرایان برای توصیف خود و خط و مشی فکری اش استفاده کرد.

### زمینه‌های جناح چپ اسلامی در ایران

#### زمینهٔ فکری
در سدهٔ اخیر و به ویژه پس از بروز جریانات منسوب به روشنفکری مذهبی، همواره شاهد اختلافات فکری اساسی در میان اندیشه‌های مذهبی‌ها و رویکردهای آن‌ها نسبت به مسائل مختلف جامعه بودیم.
در سال‌های پس از انقلاب اسلامی، از آن جایی که گرایش‌های روشنفکران مذهبی همواره به اصلاح سنت‌های مذهبی انحرافی، انطباق آموزه‌های مذهبی با ارزش‌های نوینی چون آزادی، حقوق بشر و مردم سالاری و اسلام لیبرال تمایل به تغییر ساختارهای مذهبی موجود، از جمله دستگاه روحانیت، تقلید، برتری روحانیت و طبقهٔ وابسته در حقوق اجتماعی و … بود، اصطلاح چپ گرا به معنای خواهان تغییر وضع موجود دربارهٔ آن‌ها به کار برده شد.

#### زمینهٔ اقتصادی
پس از انقلاب از آن جایی که مجموعه افراد و گروه‌هایی که در جناح چپ جمهوری اسلامی جای گرفتند، به طبقه بازاریون سنتی وابستگی اجتماعی نداشتند، در ابتدای انقلاب گرایش‌های اقتصاد دولتی بر سیاست‌هایشان حاکم بود، که این امر اختلافات سیاسی شدیدی را در سال‌های ابتدایی دهه شصت و خصوصاً در رابطه با سیاست‌های اقتصادی دولت میرحسین موسوی در زمان جنگ میان انقلابیون ایجاد کرد و از آن پس رسماً دو گروه سیاسی جناح چپ و جناح راست از هم جدا شدند.
با این حال در طول دوره سی ساله بعد از انقلاب هر دو جناح راست و چپ در زمان تصدی قدرت، بسته به شرایط، از سیاست‌های اقتصاد دولتی یا اقتصاد باز استفاده کرده‌اند.

## پیشینهٔ سیاسی
اختلافات و دیدگاه‌های گوناگون پس از انقلاب اسلامی ایران، موجب شد تا مجمع روحانیون مبارز در سال ۱۳۶۶ و با چراغ سبز امام خمینی از جامعه روحانیت مبارز جدا شود. همچنین سازمان جدید مجاهدین انقلاب اسلامی نیز پس از اختلافات طولانی میان اعضا از سال ۱۳۶۱ با جدایی اعضای چپگرا با عنوان سازمان مجاهدین انقلاب اسلامی ایران در سال ۱۳۷۰ تأسیس شد. این دو گروه به همراه دیگر گروه‌های پیرو خط امام و بعداً دیگر احزاب، افراد و گروه‌های درون ساختار جمهوری اسلامی که گرایش‌های فکری و سیاسی مشابهی دارند به عنوان جناح چپ شناخته می‌شوند.
نیروهای چپ مذهبی در دوره هشت ساله نخست‌وزیری میرحسین موسوی (۱۳۶۰- ۱۳۶۸)، اکثریت دولت و مجلس را در اختیار داشتند. مجمع روحانیون مبارز، سازمان مجاهدین انقلاب اسلامی، دفتر تحکیم وحدت، انجمن اسلامی معلمان و انجمن اسلامی مدرسین دانشگاه‌ها تشکل‌های اصلی این جریان را تشکیل می‌دادند. در سال ۱۳۶۸ دولت رفسنجانی روی کار آمد و جناح چپ از صحنه سیاسی فاصله گرفت.

### وقایع و رویدادها و چالش‌های مهم مرتبط با جناح چپ
1. کسب اکثریت مجلس سوم
2. نخست‌وزیری میر حسین موسوی ۱۳۶۰
3. قانون نظارت استصوابی
4. رد صلاحیت گسترده در انتخابات مجلس چهارم
5. رد صلاحیت گسترده در انتخابات مجلس پنجم
6. ریاست جمهوری محمد خاتمی در دوم خرداد ۱۳۷۶

## گروه‌ها و احزاب عمده جناح چپ
1. جبهه مشارکت ایران اسلامی
2. سازمان مجاهدین انقلاب اسلامی ایران
3. مجمع روحانیون مبارز
4. حزب اسلامی کار

### مجمع روحانیون مبارز
مجمع روحانیون مبارز در سال ۱۳۶۶ و در آستانه انتخابات مجلس سوم از انشعاب روحانیون چپ‌گرا به رهبری مهدی کروبی و محمد موسوی خوئینی‌ها از جامعه روحانیت مبارز تشکیل شد. انشعاب از جامعه روحانیت با تأیید کتبی روح‌الله خمینی صورت گرفت و این تشکل پیروزی گسترده‌ای در انتخابات مجلس سوم داشت. درخواست حذف محمود دعایی و فخرالدین حجازی از فهرست انتخاباتی جامعه روحانیت مبارز از سوی روحانیون راستگرا برای انتخابات مجلس سوم یکی از عواملی بود که زمینه‌ساز انشعاب روحانیون چپگرا طرفدار دولت میر حسین موسوی در جامعه روحانیت مبارز شد.

### سازمان مجاهدین انقلاب اسلامی ایران
با پدید آمدن اختلافات میان اعضای سازمان مجاهدین انقلاب اسلامی در همان ابتدای پیدایش سازمان بر سر مسائلی چون صدور بیانیه در مناسبت‌هایی همچون روز کارگر، ترور مرتضی مطهری یا سال‌مرگ علی شریعتی و به ویژه مخالفت جناح راست‌گرای سازمان و گروه منصورون با سیاست‌های اقتصادی محمد سلامتی و بهزاد نبوی در دولت میرحسین موسوی، مجاهدین انقلاب پس از مدتی به ۲ و بعد به ۳ جناح تقسیم شدند که در ابتدا منجر به خروج بهزاد نبوی و محمد سلامتی در سال ۱۳۶۱ و بعداً تأسیس سازمان جدیدی به نام سازمان مجاهدین انقلاب اسلامی ایران، در سال ۱۳۷۰ توسط برخی از اعضای جناح چپ سازمان مجاهدین انقلاب اسلامی شد، عوامل دیگر این اختلافات به عقیده اعضای چپگرا، همراهی عده‌ای از اعضای سازمان از جمله افراد گروه منصورون با سیاست‌های مذهبیون بازاری راستگرا و عدم همراهی با نظرات خمینی و مخالفت آن‌ها با بسیاری از مصوبات مجلس و دولت همچون قانون کار و قانون اصلاحات ارضی بود. محمد سلامتی دبیرکل سازمان جدید مجاهدین انقلاب اسلامی، مهم‌ترین اعضای راست‌گرای آن زمان را حسین فدایی، محمدباقر ذوالقدر، محسن رضایی و احمد توکلی معرفی کرده است.

## عملکرد انتخاباتی
ریاست‌جمهوری
| سال  | نامزد مورد حمایت        | وابستگی           | نتیجه     |
| ---- | ----------------------- | ----------------- | --------- |
| ۱۳۶۴ | سید محمد موسوی خوئینی‌ها | حزب جمهوری اسلامی | رد صلاحیت |
| ۱۳۶۸ | —                       | —                 | —         |

| سال  | ائتلاف                        | سیاست                                   | نتیجه  |
| ---- | ----------------------------- | --------------------------------------- | ------ |
| ۱۳۷۲ | شورای هماهنگی گروه‌های خط امام | —                                       | —      |
| ۱۳۷۶ | شورای هماهنگی گروه‌های خط امام | حمایت از میرحسین موسوی ← سید محمد خاتمی | پیروزی |

## فراکسیون‌های پارلمانی
| ◎ | رهبر پارلمانی جناح چپ        |
|   | فراکسیون حائز اکثریت در مجلس |

فراکسیون‌های جبهه‌ای
| دوره | سال‌ها     | فراکسیون(ها)                        |
| ---- | --------- | ----------------------------------- |
| ۲    | ۱۳۶۷–۱۳۶۳ | —                                   |
| ۳    | ۱۳۷۱–۱۳۶۷ | خط امامرئیس: منتجب‌نیا               |
| ۴    | ۱۳۷۵–۱۳۷۱ | —                                   |
| ۵    | ۱۳۷۹–۱۳۷۵ | مجمع حزب‌اللهرئیس: نوری ◎ ← انصاری ◎ |

فراکسیون‌های حزبی
| دوره | سال‌ها     | حزب(ها)                      |
| ---- | --------- | ---------------------------- |
| ۲    | ۱۳۶۷–۱۳۶۳ | —                            |
| ۳    | ۱۳۷۱–۱۳۶۷ | روحانیون مبارزرئیس: انصاری ◎ |
| ۴    | ۱۳۷۵–۱۳۷۱ | —                            |
| ۵    | ۱۳۷۹–۱۳۷۵ | —                            |